# Baboia

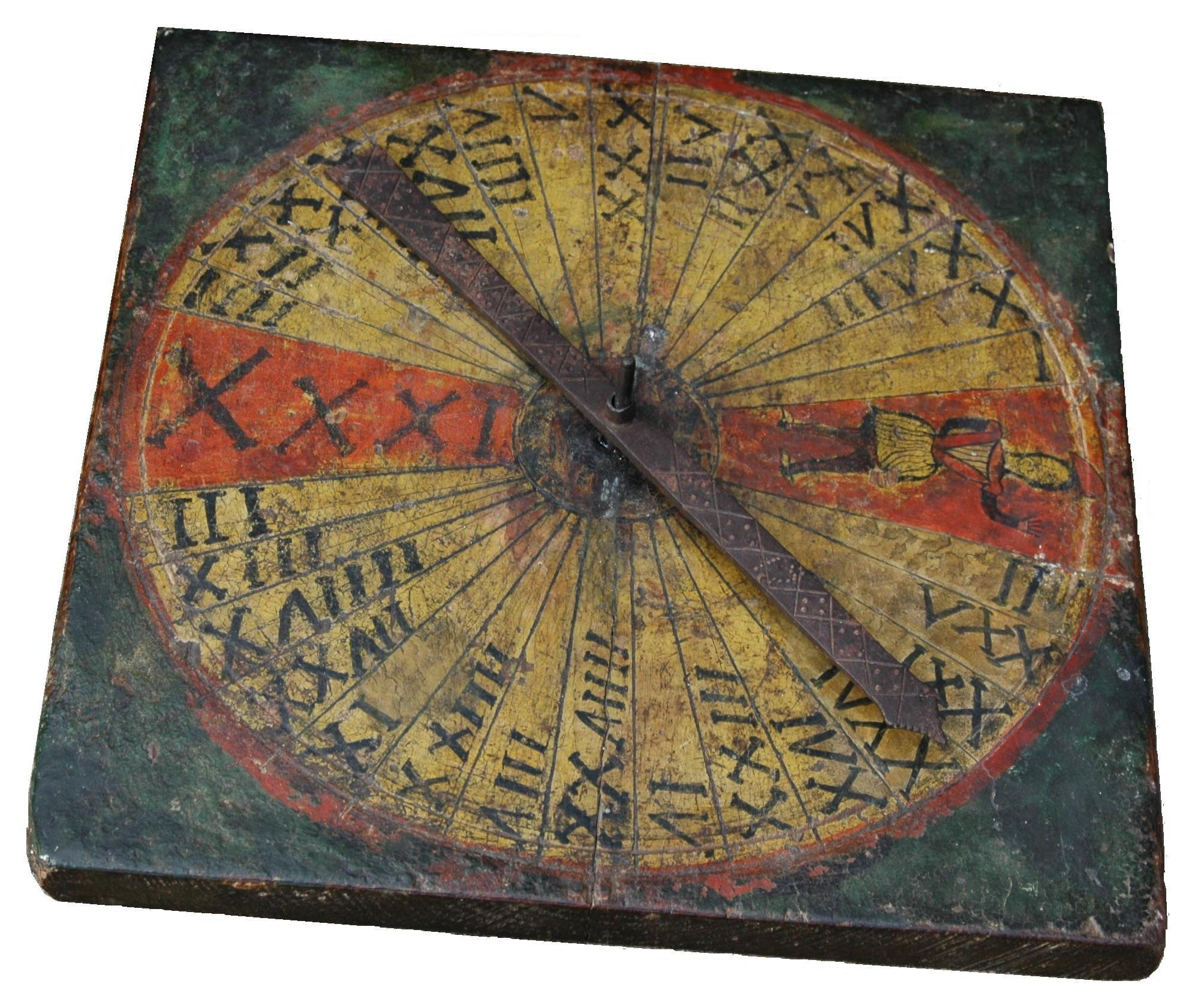
L'església de parroquial de Tavertet conserva aquest exemplar policromat de virolla.

El joc de la baboia o virolla és un joc d'atzar consistent en un tauler dividit de forma radial en diverses seccions que estan numerades aleatòriament. En el centre hi ha armada una fulla metàl·lica en forma de fletxa que gira horitzontalment sobre un eix. Els jugadors, un cop pagada llur travessa, accionen la fulla, i guanyen o perden segons la casella on s'aturi la punta de la fletxa.
No existeix un model estandarditzat de tauler. El nombre de seccions, i l'ordenació dels números varia segons cada model de baboia. La majoria de virolles tenen una casella sense numerar, que presenta una figura masculina, i oposada a aquesta una altra casella amb una figura femenina (anomenada la dama).
La denominació baboia és d'ús a les comarques del Moianès, la Selva, Gironès, i a l'Empordà, mentre que a Osona, la Garrotxa, i el Lluçanès es coneix el joc amb el nom de virolla.

## Història
Les baboies han estat un joc d'aposta molt popular a Catalunya fins fa poc. Una de les primeres referències documentals, que esmenten aquest joc data de principis del segle xvii, i el prohibia expressament. Malgrat les prohibicions, el joc va gaudir de força predilecció en fires i festes populars fins ben entrat el segle xx, sobretot en l'àmbit rural.

## El joc de la virolla en l'actualitat
Anualment, durant el diumenge de Pasqua és possible jugar a la virolla a Tavertet. Cada partida comença amb la venda, per part de l'organitzador, de dotze fitxes entre els diferents jugadors que hi vulguin participar (màxim sis jugadors). Cadascuna de les fitxes donen dret a una tirada, que els jugadors fan alternativament. Un cop s'han efectuat les dotze tirades, el jugador que ha obtingut la tirada de major puntuació guanya. El ninot és la casella de més valor, seguit de la dama, i el número 1 la casella de menor valor. En cas d'empat es reparteix el premi. Aquest és una dotzena d'ous, cosa que vincula el joc amb la celebració de la Pasqua.